# Vojtech Neményi
Vojtech Neményi (Košice, 1º agosto 1899 – Bratislava, 7 aprile 1945) è stato un pallanuotista cecoslovacco di origine ungherese.
È stato un membro della Cecoslovacchia che ha partecipato ai Giochi di Parigi 1924.
Dopo aver terminato gli studi nel 1925, tornò a Košice, dove svolse affari nell'industria automobilistica.
Morì in circostanze poco chiare nella prima metà del 1945, secondo una versione, fu ucciso durante la fuga da un trasporto verso un campo di concentramento.